# NGC 5166
NGC 5166 est une galaxie spirale vue par la tranche et située dans la constellation des Chiens de chasse. Sa vitesse par rapport au fond diffus cosmologique est de 4 882 ± 30 km/s, ce qui correspond à une distance de Hubble de 72,0 ± 5,1 Mpc (∼235 millions d'al). NGC 5166 a été découverte par l'astronome britannique John Herschel en 1827.
La classe de luminosité de NGC 5166 est II et elle présente une large raie HI.
À ce jour, cinq mesures non basées sur le décalage vers le rouge (redshift) donnent une distance de 59,940 ± 3,563 Mpc (∼196 millions d'al), ce qui est légèrment à l'extérieur des valeurs de la distance de Hubble. Notons que c'est avec la valeur moyenne des mesures indépendantes, lorsqu'elles existent, que la base de données NASA/IPAC calcule le diamètre d'une galaxie et qu'en conséquence le diamètre de NGC 5166 pourrait être d'environ 50,3 kpc (∼164 000 al) si on utilisait la distance de Hubble pour le calculer.

## Groupe de NGC 5127
Selon A. M. Garcia, NGC 5166 est un membre du groupe de NGC 5127. Ce groupe de galaxies compte au moins 10 galaxies. Les autres galaxies du groupe sont NGC 5127, UGC 8392, UGC 8397, UGC 8426, UGC 8451, UGC 8496, UGC 8517, MCG 5-32-1 et CGCG 161-41.
Selon Abraham Mahtessian, NGC 5127 et NGC 5166 forment un couple de galaxies.